# Montbouy
Montbouy – miejscowość i gmina we Francji, w Regionie Centralnym, w departamencie Loiret.
Według danych na rok 1990 gminę zamieszkiwało 629 osób, a gęstość zaludnienia wynosiła 24 osoby/km² (wśród 1842 gmin Centre, Montbouy plasuje się na 585. miejscu pod względem liczby ludności, natomiast pod względem powierzchni na miejscu 450.).
W miejscowości można zobaczyć zabytki z różnych epok, począwszy od okresu gallo-romańskiego. Znajduje się tutaj m.in. średniowieczny kościół Notre-Dame, wybudowany w XIX wieku Most Salles na kanale Briare i kilka zamków z XVIII i XIX wieku.